# Ceinture de fer de Bilbao
Pour les articles homonymes, voir Ceinture de fer (homonymie).
La Ceinture de Fer de Bilbao est un système de fortifications formé par des tunnels, des bunkers et des tranchées construit lors de la guerre d'Espagne. Ce système de défense entoure la ville de Bilbao de la côte atlantique en passant par les montagnes alentour (Gaztelumendi, Artxanda, etc.).

## Caractéristiques
Constituée par deux lignes défensives avec une distance entre elles d'environ de 200 à 300 m, qui manquaient de profondeur et de protection par les flancs, qui étaient situées aux sommets des collines, sans camouflage. Cette ligne était composée de 180 complexes de bunkers d'un béton renforcé de jusqu'à 70 cm d'épaisseur, avec des batteries d'artilleries (Punta Lucero).
Quelques parties de ce périmètre défensif étaient composées de petites et peu profondes tranchées, lesquelles étaient constituées en forme de ligne droite et continue (qui permettait le passage de troupes d'un secteur à l'autre), mais construites avec profondeur (une ligne sans le renfort des autres à un niveau secondaire, ce qui faisait les tranchées plus vulnérables à une attaque frontale) ; la même ligne des tranchées manquait d'une protection suffisante devant des attaques aériennes. L'aviation des soulevés l'a attaquée avec une facilité relative depuis ses premières étapes de construction, au point que dans la date de l'offensive finale des rebelles. Seulement 28 % des tranchées étaient dans des conditions parfaites pour accomplir sa tâche.
Cependant, depuis sa conception elle compte des défauts qui l'ont condamnée. Elle possédait des tranchées rectilignes, facilement localisables par l'aviation et mal protégées face aux attaques aériennes. Ses nids de mitrailleuses étaient conçus et protégés contre l'artillerie de calibre de 10.5 cm, sans tenir compte que l'ennemi utilisait des calibres largement supérieurs. Le dernier point paraît inexplicable, mais les fortifications de la Ceinture de Fer ne profitaient pas des obstacles naturels qui se trouvaient dans la zone alors que dans le cas de Bilbao, ils sont nombreux. En conclusion, la Ceinture de Fer avait des points faibles en trop pour être considérée comme un instrument pleinement utile. Cependant, il faut tenir en compte la trahison de son créateur, Alejandro Goicoechea, qui avait rejoint le front des soulevés. Cela expliquerait la médiocrité des défenses Bilbaines.

### Construction
En septembre 1936, l'armée dirigée par le tout jeune gouvernement basque de José Antonio Aguirre, le Euzko Gudarostea, réussissait à contenir les troupes du général Emilio Mola en Biscaye, dans l'ouest du Guipuscoa et la partie nord-est de la province d'Alava.
Afin d'éviter la prise de Biscaye par les troupes franquistes, il fut décidé de construire ce système de fortifications, ligne de défense statique suivant les instructions du général Alberto de Montaud y Noguerol. Son efficacité fut soulignée par certains mais critiquée par d'autres. 
D'un point de vue stratégique, ce système témoignait d'une approche similaire à celle en vigueur en France, qui finissait alors la construction de la ligne Maginot. De nombreux États partagaient alors cette vision stratégique, les lignes fortifiées de l'époque (ligne Mannerheim, ligne Mareth, ligne Siegfried, ligne Metaxas, ligne XYZ autour de Valence, etc.) montrent à quel point la défense statique était populaire.

### Chute de la «Ceinture de Fer»
Les troupes franquistes lancèrent une puissante attaque sur Bilbao, appuyée par l'aviation allemande (Légion Condor), qui permit la prise de la ville le 19 juin 1937, ce qui mit fin à l'intérêt stratégique de son système de défense. 
Durant la dictature franquiste, seules les positions les plus importantes purent maintenir une activité militaire de garnison.